# 匈牙利—俄羅斯關係

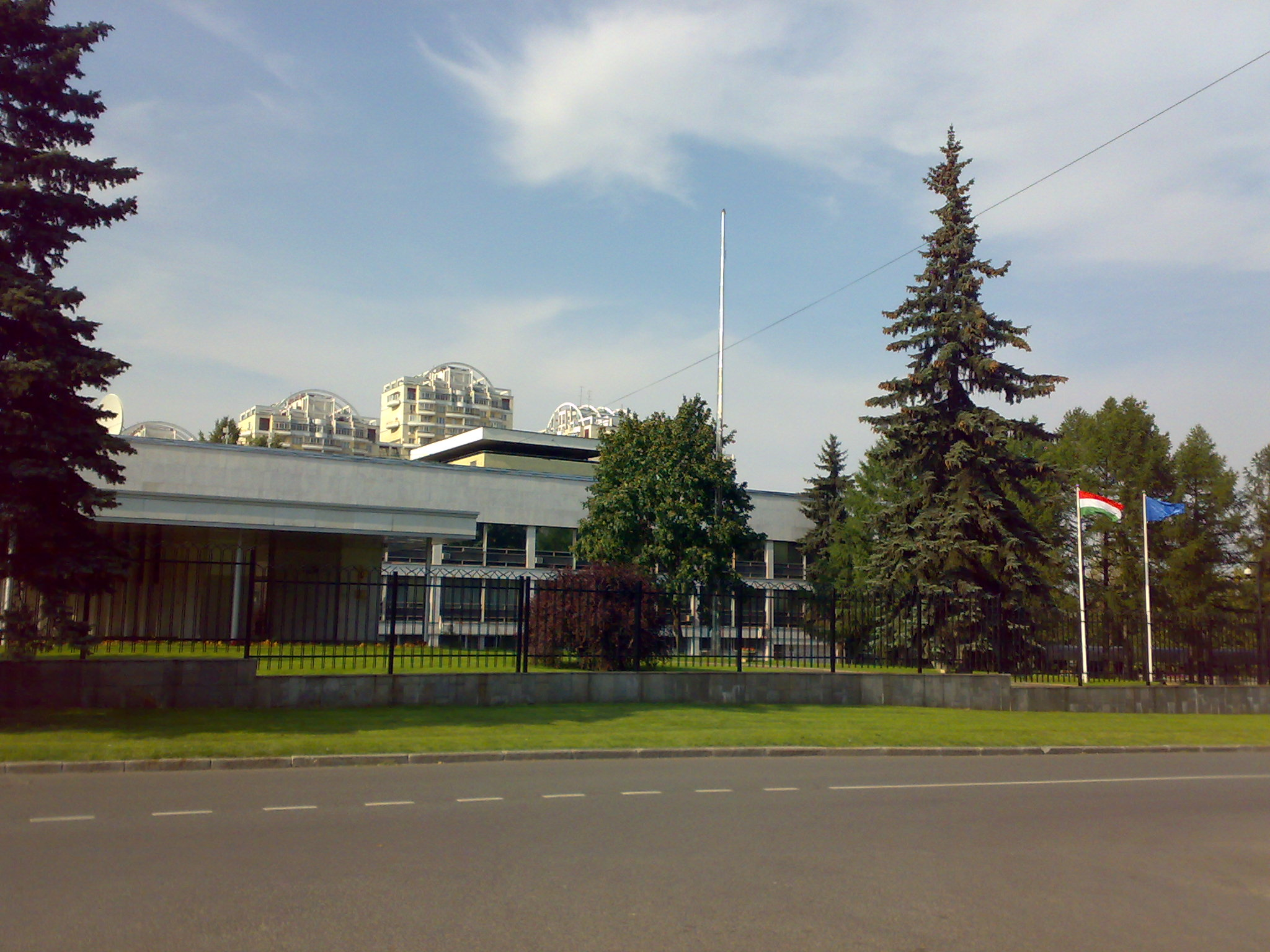
位於莫斯科的匈牙利駐俄羅斯大使馆

匈俄关系是指匈牙利和俄罗斯两国之间的双边外交关系。第二次世界大战期间，苏联军队接管了匈牙利，1948年苏联完全控制了该国，並且匈牙利加入以蘇聯為首的华沙条约组织。 1956年，苏联军事干预1956年匈牙利革命。1989年，支持社會主義的匈牙利政府倒台，苏联解体后俄罗斯繼承了蘇聯與匈牙利之間的外交關係。
匈牙利在莫斯科设有大使馆和两个总领事馆（位於圣彼得堡和叶卡捷琳堡）。俄罗斯在布达佩斯设有大使馆，在德布勒森设有总领事馆。
两国都是歐洲安全與合作組織的成员。

## 历史

### 匈牙利以及俄罗斯帝国
1848年匈牙利革命爆發後，奥地利皇帝弗朗茨·约瑟夫一世向沙皇尼古拉一世求助。尼古拉一世派出了一支驻扎在波兰附近的部队前往匈牙利镇压了起义。  

### 匈牙利和苏联
在二战時期，匈牙利是納粹德国的盟友。当德国於1941年对蘇聯宣战时，匈牙利试图保持中立。後來匈牙利政府在未经议会同意的情况下對苏联宣戰。 
戰後在苏联的扶持下匈牙利人民共和国成立。該國的匈牙利国家保安局通過恐吓、诬告、监禁和酷刑等手段镇压反对派。拉科西·马加什統治期間大搞个人崇拜。他還模仿斯大林主义搞起了计划经济。他称自己为“约瑟夫·斯大林最好的匈牙利弟子” 和“斯大林最好的学生”。 在尼基塔·赫鲁晓夫发表谴责斯大林个人崇拜的“秘密演讲”后，拉科西·马加什下台，取而代之的是改革派政治人物纳吉·伊姆雷，后者试图讓匈牙利脫離東方集團，之後又發生了1956年匈牙利革命，結果革命被苏联镇压。之後蘇聯任命卡达尔·亚诺什为匈牙利领导人並實行古拉什共产主义。

### 匈牙利和俄罗斯联邦
1991年后，匈俄关系稳步改善。2010年奧班·維克多再度出任匈牙利总理後将俄罗斯視為盟友。 两国還就匈牙利保克什核电站签署的双边协议。 
在2014年俄乌战争發生後，奧班·維克多不顾欧洲联盟的压力拒绝對俄罗斯實施制裁。这导致欧盟和北约官员指责匈牙利是“特洛伊木马”。
2017年，弗拉基米尔·普京访问布达佩斯並且与欧尔班会面。 不過英國前俄羅斯間諜毒殺案發生後兩國互相驅逐對方的一名外交官。  2019年5月，由于担心匈牙利、俄罗斯和中国之间的关系日趨緊密，特朗普政府在华盛顿哥伦比亚特区接待了到訪的奧班·維克多，不過這又引发了欧盟和联合国的批评。 
2022年俄羅斯入侵烏克蘭开始后，匈牙利对俄罗斯实施制裁，俄罗斯将所有欧盟国家都列入不友好國家名單。 
2023年1月，匈牙利政府发言人圣表示，欧盟对俄罗斯施加的制裁不仅不能停止俄乌间的冲突，还给欧洲带来了很多经济问题。

## LGBT问题
两国都反对同性婚姻。俄罗斯在2013年通過了保护儿童免遭反传统家庭价值观信息的影响法，禁止向兒童宣傳LGBT，而匈牙利则在2021年6月通過了匈牙利反LGBT法。